# Helke Rausch
Helke Rausch (* 16. März 1969 in Mannheim) ist eine deutsche Historikerin und Hochschullehrerin an der Albert-Ludwigs-Universität Freiburg.

## Leben und Wirken
Nach dem Abitur am Staatlichen Karolinengymnasium in Frankenthal (Pfalz) 1988 studierte Rausch Geschichte, Germanistik und Politikwissenschaft an der Universität Heidelberg und am Peterhouse College der University of Cambridge. Ihr Studium schloss sie 1997 mit dem Staatsexamen ab. 2002 wurde sie in Heidelberg mit einer von Volker Sellin betreuten Studie über die Entstehung und Rezeption personenbezogener Denkmäler in Berlin, London und Paris im Zeitraum von 1848 bis 1914 promoviert. Von 2002 bis 2009 war Rausch Wissenschaftliche Mitarbeiterin am Zentrum für Höhere Studien der Universität Leipzig, unterbrochen durch ein John F.-Kennedy-Fellowship am Minda de Gunzburg Center for European Studies der Harvard University 2008/09. Von 2009 bis 2010 folgte ein Fellowship am Freiburg Institute for Advanced Studies (FRIAS) an der Albert-Ludwigs-Universität Freiburg. Seit 2012 ist Rausch Akademische Rätin am dortigen Historischen Seminar.

## Forschung und Lehre
Zu ihren Forschungsschwerpunkten zählen US-amerikanische, europäische und transatlantische Geschichte des 19. und 20. Jahrhunderts, transnational vergleichende politische Geschichte von Wissenschaft, Wissen, Planung und Expertise, amerikanische Philanthropie sowie Kulturgeschichte europäischer Nationalismen, Erinnerung und Gedächtnis. Ihr Habilitationsprojekt befasst sich mit der Wissenschaftsdiplomatie US-amerikanischer Stiftungen in Europa im 20. Jahrhundert.

## Schriften (Auswahl)
- Kultfigur und Nation. Öffentliche Denkmäler in Paris, Berlin und London, 1848–1914. De Gruyter Oldenbourg, 2005, ISBN 3-486-57579-1 (Zugl.: Heidelberg, Univ., Diss., 2002).
- als Herausgeberin: Transatlantischer Kulturtransfer im „Kalten Krieg“: Perspektiven für eine historisch vergleichende Transferforschung. Leipzig 2007.
- mit John Krige (Hrsg.): American Foundations and the Coproduction of World Order in the 20th Century. Göttingen 2012.
- Wissensspeicher in der Bundesrepublik. Die Deutsche Bibliothek in Frankfurt am Main 1945–1990. Wallstein Verlag, Göttingen 2023, ISBN 9783835354876.